# Grado di articolazione
In fonetica e fonologia, il grado di articolazione è un parametro utilizzato tradizionalmente in relazione alla sonorità o sordità di un fono (ma anche il bisbigliato e il mormorato sono gradi). Dato che questo parametro concerne l'attivazione o la non attivazione delle corde vocali, esso riguarda la fonazione più che l'articolazione.
Si dice sonoro un suono che è articolato dalla vibrazione delle corde vocali, che vengono accostate e messe in movimento dal flusso di aria. Si dice invece sordo un suono che è articolato lasciando le corde vocali divaricate. Esistono gradi intermedi tra sonorità e sordità di un suono.
Oltre al grado di articolazione, i foni vengono categorizzati in base a due parametri:
- il luogo di articolazione, che indica il punto in cui è creato il diaframma;
- il modo di articolazione, che indica la modalità di ogni specifico gesto articolatorio.